# Temporada 2006 de Fórmula 3 Euroseries
La temporada 2006 de Fórmula 3 Euroseries fue la cuarta edición de dicho campeonato. Comenzó el 8 de abril en Hockenheimring y finalizó el 28 de octubre en el mismo circuito. Lewis Hamilton fue el defensor del Campeonato de Pilotos, mientras que ASM Formule 3 fue el equipo defensor del Campeonato de Escuderías.
Paul Di Resta ganó de Campeonato de Pilotos, mientras que ASM Formule 3 retuvo el Campeonato de Escuderías.

## Escuderías y pilotos
Las escuderías y pilotos para la temporada 2006 fueron las siguientes:
| Escudería                       | N.º | Piloto              | Estado | Chasis   | Motor    | Rondas          |
| ------------------------------- | --- | ------------------- | ------ | -------- | -------- | --------------- |
| ASM Formule 3                   | 1   | Sebastian Vettel    |        | F305/059 | Mercedes | Todas           |
| ASM Formule 3                   | 2   | Paul Di Resta       |        | F305/021 | Mercedes | Todas           |
| ASM Formule 3                   | 16  | Giedo van der Garde |        | F306/012 | Mercedes | Todas           |
| ASM Formule 3                   | 17  | Kamui Kobayashi     | N      | F305/012 | Mercedes | Todas           |
| Manor Motorsport                | 3   | Kōhei Hirate        |        | F305/001 | Mercedes | Todas           |
| Manor Motorsport                | 4   | Esteban Guerrieri   |        | F305/020 | Mercedes | Todas           |
| Manor Motorsport                | 18  | Kazuki Nakajima     |        | F305/062 | Mercedes | Todas           |
| Prema Powerteam                 | 5   | Alejandro Núñez     |        | F306/004 | Mercedes | Todas           |
| Prema Powerteam                 | 6   | Ronayne O'Mahony    |        | F305/023 | Mercedes | Todas           |
| Prema Powerteam                 | 19  | João Urbano         | N      | F306/005 | Mercedes | 1–5             |
| Prema Powerteam                 | 19  | Paolo Maria Nocera  |        | F306/005 | Mercedes | 6–9             |
| Prema Powerteam                 | 19  | Roberto Streit      |        | F306/005 | Mercedes | 10              |
| ASL Mücke Motorsport            | 7   | Sébastien Buemi     |        | F305/011 | Mercedes | Todas           |
| ASL Mücke Motorsport            | 8   | Jonathan Summerton  | N      | F305/028 | Mercedes | Todas           |
| Signature-Plus                  | 9   | Guillaume Moreau    |        | F305/035 | Mercedes | Todas           |
| Signature-Plus                  | 10  | Romain Grosjean     |        | F305/029 | Mercedes | Todas           |
| Signature-Plus                  | 20  | Charlie Kimball     |        | F306/010 | Mercedes | Todas           |
| Signature-Plus                  | 21  | Tim Sandtler        | N      | F305/036 | Mercedes | Todas           |
| HBR Motorsport                  | 11  | Richard Antinucci   |        | F305/045 | Mercedes | Todas           |
| Team ISR                        | 14  | Filip Salaquarda    |        | F306/009 | Opel     | Todas           |
| Bas Leinders Junior Racing Team | 22  | Michael Herck       |        | F306/016 | Mercedes | Todas           |
| Jo Zeller Racing                | 24  | Peter Elkmann       |        | F306/014 | Opel     | 1–7             |
| Jo Zeller Racing                | 24  | Natacha Gachnang    |        | F306/014 | Opel     | 9–10            |
| Julia Kuhn                      | 25  | Julia Kuhn          |        | F305/063 | Opel     | 1–2, 4, 6       |
| Fortec Motorsport               | 26  | Yelmer Buurman      |        | F305/002 | Mercedes | 1, 4            |
| Hitech Racing                   | 29  | James Jakes         |        | F305/037 | Mercedes | 1, 4            |
| Hitech Racing                   | 30  | James Walker        |        | F305/003 | Mercedes | 1, 4            |
| Bordoli Motorsport              | 31  | Natacha Gachnang    |        | F305/026 | Opel     | 5–6             |
| Van Amersfoort Racing           | 32  | Dominick Muermans   |        | F306/023 | Opel     | 7               |
| Van Amersfoort Racing           | 33  | Récardo Bruins Choi |        | F305/046 | Opel     | 7               |
| Trofeo de Pilotos               |     |                     |        |          |          |                 |
| Janiec Racing Team              | 40  | Anthony Janiec      |        | F302/063 | Renault  | 1, 3, 5–7, 9–10 |
| Janiec Racing Team              | 46  | Julien Abelli       |        | F302/067 | Renault  | 9               |
| HBR Motorsport                  | 41  | Cemil Çipa          |        | F304/012 | Opel     | 1, 3, 5–7, 9–10 |
| SMS Seyffarth Motorsport        | 42  | Kevin Fank          |        | F302/032 | Mercedes | 1               |
| SMS Seyffarth Motorsport        | 42  | Gina-Maria Adenauer |        | F302/032 | Mercedes | 5               |
| SMS Seyffarth Motorsport        | 43  | Julian Theobald     |        | F303/015 | Mercedes | 1, 3, 5–7       |
| SMS Seyffarth Motorsport        | 44  | Bruno Fechner       |        | F302/012 | Mercedes | 1, 6–7          |
| SMS Seyffarth Motorsport        | 44  | Dominik Schraml     |        | F302/012 | Mercedes | 3               |
| FS Motorsport                   | 45  | Dominik Schraml     |        | F302/050 | Opel     | 5               |

| Icono | Leyenda |
| ----- | ------- |
| N     | Novato  |

## Calendario
El calendario consistió de las siguientes 10 rondas:
| Ronda | Ronda | Circuito                       | Fecha           |
| ----- | ----- | ------------------------------ | --------------- |
| 1     | C1    | Hockenheimring                 | 8 de abril      |
| 1     | C2    | Hockenheimring                 | 9 de abril      |
| 2     | C1    | EuroSpeedway Lausitz           | 29 de abril     |
| 2     | C2    | EuroSpeedway Lausitz           | 30 de abril     |
| 3     | C1    | Motorsport Arena Oschersleben  | 20 de mayo      |
| 3     | C2    | Motorsport Arena Oschersleben  | 21 de mayo      |
| 4     | C1    | Brands Hatch                   | 1 de julio      |
| 4     | C2    | Brands Hatch                   | 2 de julio      |
| 5     | C1    | Norisring, Núremberg           | 22 de julio     |
| 5     | C2    | Norisring, Núremberg           | 23 de julio     |
| 6     | C1    | Nürburgring                    | 19 de agosto    |
| 6     | C2    | Nürburgring                    | 20 de agosto    |
| 7     | C1    | Circuito de Zandvoort          | 2 de septiembre |
| 7     | C2    | Circuito de Zandvoort          | 3 de septiembre |
| 8     | C1    | Circuito de Barcelona-Cataluña | 4 de septiembre |
| 8     | C2    | Circuito de Barcelona-Cataluña | 5 de septiembre |
| 9     | C1    | Circuito de Bugatti, Le Mans   | 14 de octubre   |
| 9     | C2    | Circuito de Bugatti, Le Mans   | 15 de octubre   |
| 10    | C1    | Hockenheimring                 | 28 de octubre   |
| 10    | C2    | Hockenheimring                 | 29 de octubre   |

## Resultados
| Ronda | Ronda | Ronda                          | Pole Position       | Vuelta rápida     | Piloto ganador      | Escudería ganadora   | Novato ganador     | Ganador del Trofeo de Pilotos |
| ----- | ----- | ------------------------------ | ------------------- | ----------------- | ------------------- | -------------------- | ------------------ | ----------------------------- |
| 1     | C1    | Hockenheimring                 | Esteban Guerrieri   | Kazuki Nakajima   | Kōhei Hirate        | Manor Motorsport     | Kamui Kobayashi    | Julian Theobald               |
| 1     | C2    | Hockenheimring                 |                     | Kōhei Hirate      | Sebastian Vettel    | ASM Formule 3        | Kamui Kobayashi    | Julian Theobald               |
| 2     | C1    | EuroSpeedway Lausitz           | Paul Di Resta       | Kōhei Hirate      | Esteban Guerrieri   | Manor Motorsport     | Jonathan Summerton |                               |
| 2     | C2    | EuroSpeedway Lausitz           |                     | Kazuki Nakajima   | Kazuki Nakajima     | Manor Motorsport     | Jonathan Summerton |                               |
| 3     | C1    | Motorsport Arena Oschersleben  | Esteban Guerrieri   | Peter Elkmann     | Paul di Resta       | ASM Formule 3        | Kamui Kobayashi    | Julian Theobald               |
| 3     | C2    | Motorsport Arena Oschersleben  |                     | Sébastien Buemi   | Sébastien Buemi     | ASL Mücke Motorsport | Kamui Kobayashi    | Julian Theobald               |
| 4     | C1    | Brands Hatch                   | Paul Di Resta       | Paul Di Resta     | Paul Di Resta       | ASM Formule 3        | Kamui Kobayashi    |                               |
| 4     | C2    | Brands Hatch                   |                     | Sebastian Vettel  | Peter Elkmann       | Jo Zeller Racing     | Kamui Kobayashi    |                               |
| 5     | C1    | Norisring                      | Giedo van der Garde | Sebastian Vettel  | Paul Di Resta       | ASM Formule 3        | Jonathan Summerton | Gina-Maria Adenauer           |
| 5     | C2    | Norisring                      |                     | Sébastien Buemi   | Giedo van der Garde | ASM Formule 3        | Kamui Kobayashi    | Anthony Janiec                |
| 6     | C1    | Nürburgring                    | Sebastian Vettel    | Sebastian Vettel  | Sebastian Vettel    | ASM Formule 3        | Kamui Kobayashi    | Bruno Fechner                 |
| 6     | C2    | Nürburgring                    |                     | Kamui Kobayashi   | Sebastian Vettel    | ASM Formule 3        | Kamui Kobayashi    | Julian Theobald               |
| 7     | C1    | Circuito de Zandvoort          | Paul Di Resta       | Sébastien Buemi   | Paul Di Resta       | ASM Formule 3        | Kamui Kobayashi    | Bruno Fechner                 |
| 7     | C2    | Circuito de Zandvoort          |                     | Sebastian Vettel  | Charlie Kimball     | Signature-Plus       | Tim Sandtler       | Julian Theobald               |
| 8     | C1    | Circuito de Barcelona-Cataluña | Paul Di Resta       | Sebastian Vettel  | Sebastian Vettel    | ASM Formule 3        | Kamui Kobayashi    |                               |
| 8     | C2    | Circuito de Barcelona-Cataluña |                     | Kōhei Hirate      | Richard Antinucci   | HBR Motorsport       | Tim Sandtler       |                               |
| 9     | C1    | Circuito de Bugatti            | Giedo van der Garde | Esteban Guerrieri | Paul Di Resta       | ASM Formule 3        | Jonathan Summerton | Cemil Çipa                    |
| 9     | C2    | Circuito de Bugatti            |                     | Sébastien Buemi   | Richard Antinucci   | HBR Motorsport       | Jonathan Summerton | Julien Abelli                 |
| 10    | C1    | Hockenheimring                 | Paul Di Resta       | Sébastien Buemi   | Esteban Guerrieri   | Manor Motorsport     | Jonathan Summerton | Anthony Janiec                |
| 10    | C2    | Hockenheimring                 |                     | Sébastien Buemi   | Jonathan Summerton  | ASL Mücke Motorsport | Jonathan Summerton | Cemil Çipa                    |

### Puntuaciones
Puntos de la carrera 1
| Posición | 1º | 2º | 3º | 4º | 5º | 6º | 7º | 8º | Pole |
| Puntos   | 10 | 8  | 6  | 5  | 4  | 3  | 2  | 1  | 1    |

Puntos de la carrera 2
| Posición | 1º | 2º | 3º | 4º | 5º | 6º |
| Puntos   | 6  | 5  | 4  | 3  | 2  | 1  |

### Campeonato de Pilotos
| Pos. | Piloto              | HOC1 | HOC1 | LAU | LAU | OSC | OSC | BRH | BRH | NOR | NOR | NÜR | NÜR | ZAN | ZAN | CAT | CAT | LMS | LMS | HOC2 | HOC2 | Puntos |
| ---- | ------------------- | ---- | ---- | --- | --- | --- | --- | --- | --- | --- | --- | --- | --- | --- | --- | --- | --- | --- | --- | ---- | ---- | ------ |
| 1    | Paul Di Resta       | 3    | Ret  | 2   | 3   | 1   | 12  | 1   | 5   | 1   | 18† | 2   | 13  | 1   | 14  | 10  | 6   | 1   | 6   | 10   | 6    | 86     |
| 2    | Sebastian Vettel    | 5    | 1    | 3   | 6   | 5   | 14  | 2   | 7   | 2   | Ret | 1   | 1   | 24† | 2   | 1   | Ret | 9   | 9   | 3    | 12   | 75     |
| 3    | Kōhei Hirate        | 1    | 4    | 18† | 11  | 4   | 2   | DNS | 17  | 4   | Ret | 5   | Ret | 3   | 13  | 2   | 4   | 5   | 3   | 5    | 7    | 61     |
| 4    | Esteban Guerrieri   | 14   | 3    | 1   | 5   | 2   | 3   | 16  | 12  | 10  | DNS | Ret | 5   | 8   | 4   | 3   | 7   | 6   | 8   | 1    | 4    | 58     |
| 5    | Richard Antinucci   | 7    | DNS  | 5   | 2   | 9   | Ret | 3   | 23† | DSQ | EX  | 7   | 2   | 14  | 16  | 8   | 1   | 8   | 1   | 12   | 8    | 38     |
| 6    | Giedo van der Garde | Ret  | 7    | 12  | 9   | Ret | 11  | 4   | 19  | 6   | 1   | 3   | 11  | 2   | 5   | 16  | 8   | DNS | 12  | 9    | 2    | 37     |
| 7    | Kazuki Nakajima     | 2    | 6    | 8   | 1   | 6   | 5   | 14  | 13  | Ret | 5   | 9   | 18  | 22  | 3   | 4   | 3   | 11  | 7   | Ret  | DNS  | 36     |
| 8    | Kamui Kobayashi     | 6    | 5    | 11  | 10  | 11  | 7   | 6   | 3   | 5   | 2   | 8   | 3   | 5   | Ret | 5   | Ret | DNS | 14  | Ret  | 9    | 34     |
| 9    | Jonathan Summerton  | Ret  | 11   | 4   | 7   | 17  | Ret | 12  | 10  | 3   | 13  | 24† | 16  | 6   | 17  | Ret | Ret | 2   | 4   | 8    | 1    | 32     |
| 10   | Guillaume Moreau    | 4    | 2    | 7   | Ret | 8   | 4   | 13  | 20  | 18† | 6   | 11  | Ret | 7   | 7   | 9   | 10  | 3   | 5   | 4    | Ret  | 32     |
| 11   | Charlie Kimball     | 22†  | 12   | 9   | 8   | 10  | Ret | 15  | 11  | 13  | 4   | 10  | 6   | 11  | 1   | 6   | 2   | 4   | 2   | 6    | Ret  | 31     |
| 12   | Sébastien Buemi     | 19   | 14   | Ret | 12  | 7   | 1   | 21  | 16  | 7   | 11  | 4   | 8   | Ret | 8   | 7   | 5   | DSQ | 11  | 2    | 3    | 31     |
| 13   | Romain Grosjean     | 21†  | 13   | 6   | 4   | 3   | 6   | 9   | 6   | 12  | 8   | 18  | 10  | 4   | 11  | NC  | 9   | 20  | 10  | DSQ  | DSQ  | 19     |
| 14   | Peter Elkmann       | 12   | 21   | 13  | 18  | 21  | 13  | 8   | 1   | 9   | 3   | 12  | 4   | 10  | 9   |     |     |     |     |      |      | 14     |
| 15   | Michael Herck       | Ret  | 16   | Ret | 14  | Ret | DNS | 7   | 2   | Ret | 10  | 6   | Ret | 9   | 23  | 12  | Ret | 7   | 13  | 11   | Ret  | 12     |
| 16   | James Jakes         | 9    | 8    |     |     |     |     | 5   | 4   |     |     |     |     |     |     |     |     |     |     |      |      | 7      |
| 17   | Roberto Streit      |      |      |     |     |     |     |     |     |     |     |     |     |     |     |     |     |     |     | 7    | 5    | 4      |
| 18   | Tim Sandtler        | 15   | 22†  | 16  | 16  | 16  | 17  | Ret | 22  | 19† | 9   | 13  | 9   | 13  | 6   | 11  | 11  | 10  | 15  | 18   | 15   | 1      |
| 19   | João Urbano         | 11   | 9    | 10  | 13  | 12  | 9   | 19  | 24  | 8   | Ret |     |     |     |     |     |     |     |     |      |      | 1      |
| 20   | Yelmer Buurman      | 8    | Ret  |     |     |     |     | 11  | 9   |     |     |     |     |     |     |     |     |     |     |      |      | 1      |
| 21   | Alejandro Núñez     | 10   | 10   | 19  | 17† | 13  | 8   | 18  | 15  | Ret | 7   | 22  | 21  | 12  | 22  | 13  | 12  | 14  | 16  | 14   | Ret  | 0      |
| 22   | Filip Salaquarda    | Ret  | 15   | 14  | Ret | 14  | 10  | 20  | 18  | 14  | 17† | 15  | 7   | 15  | 10  | 15  | Ret | 16  | 18  | Ret  | 11   | 0      |
| 23   | James Walker        | 20†  | Ret  |     |     |     |     | 10  | 8   |     |     |     |     |     |     |     |     |     |     |      |      | 0      |
| 24   | Natacha Gachnang    |      |      |     |     |     |     |     |     | 15  | DNS | 23  | 15  |     |     |     |     | 12  | Ret | 13   | 10   | 0      |
| 25   | Ronayne O’Mahony    | Ret  | 17   | 15  | 15  | 15  | 15  | 17  | 14  | 11  | 12  | 14  | 22† | 23† | 19  | 14  | Ret | 13  | 17  | 15   | 13   | 0      |
| 26   | Paolo Maria Nocera  |      |      |     |     |     |     |     |     |     |     | Ret | 12  | 17  | Ret | Ret | Ret | 15  | 19  |      |      | 0      |
| 27   | Récardo Bruins Choi |      |      |     |     |     |     |     |     |     |     |     |     | 16  | 12  |     |     |     |     |      |      | 0      |
| 28   | Julia Kuhn          | DNQ  | DNQ  | 17  | Ret |     |     | 22  | 21  |     |     | 20  | 20  |     |     |     |     |     |     |      |      | 0      |
| 29   | Dominick Muermans   |      |      |     |     |     |     |     |     |     |     |     |     | Ret | 20  |     |     |     |     |      |      | 0      |
| Pos. | Piloto              | HOC1 | HOC1 | LAU | LAU | OSC | OSC | BRH | BRH | NOR | NOR | NÜR | NÜR | ZAN | ZAN | CAT | CAT | LMS | LMS | HOC2 | HOC2 | Puntos |

| Color     | Resultado                                                               |
| --------- | ----------------------------------------------------------------------- |
| Oro       | Ganador                                                                 |
| Plata     | 2.ª plaza                                                               |
| Bronce    | 3.ª plaza                                                               |
| Verde     | Finalizó en los puntos                                                  |
| Azul      | Finalizó sin puntos                                                     |
| Azul      | NC - No clasificado                                                     |
| Violeta   | Ret - No terminó (Carrera)                                              |
| Rojo      | DNQ - No se clasificó                                                   |
| Negro     | DSQ - Descalificado                                                     |
| Blanco    | DNS - No empezó (carrera)                                               |
| Blanco    | WD - Retirado (fin de semana)                                           |
| Blanco    | C - Carrera cancelada                                                   |
| Sin color | DNP - Inscrito pero no participó                                        |
| Sin color | INJ - Lesionado                                                         |
| Sin color | EX - Excluido                                                           |
| Estado    | Resultado                                                               |
| Negrita   | Pole position                                                           |
| Cursiva   | Vuelta rápida                                                           |
| †         | Abandona, pero clasifica al completar el porcentaje requerido para ello |

- [1]

### Trofeo de Pilotos
El Trofeo de Pilotos esta restringido a pilotos no mayores de 22 años, utilizando un chasis con especificaciones de 2 a 4 años.
| Pos.                                       | Piloto              | HOC1 | HOC1 | LAU | LAU | OSC | OSC | BRH | BRH | NOR | NOR | NÜR | NÜR | ZAN | ZAN | CAT | CAT | LMS | LMS | HOC2 | HOC2 | Puntos |
| ------------------------------------------ | ------------------- | ---- | ---- | --- | --- | --- | --- | --- | --- | --- | --- | --- | --- | --- | --- | --- | --- | --- | --- | ---- | ---- | ------ |
| 1                                          | Julian Theobald     | 13   | 18   |     |     | 18  | 16  |     |     | 17  | 15  | 17  | 14  | 19  | 15  |     |     |     |     |      |      | 73     |
| 2                                          | Anthony Janiec      | 16   | 19   |     |     | Ret | 20  |     |     | Ret | 14  | 19  | 17  | 21  | DNS |     |     | 19  | 21  | 16   | 16   | 67     |
| 3                                          | Cemil Çipa          | 18   | 20   |     |     | 19  | 18  |     |     | Ret | DNS | 21  | 19  | 20  | 21  |     |     | 17  | Ret | 17   | 14   | 65     |
| 4                                          | Bruno Fechner       | Ret  | DNS  |     |     |     |     |     |     |     |     | 16  | Ret | 18  | 18  |     |     |     |     |      |      | 25     |
| 5                                          | Gina-Maria Adenauer |      |      |     |     |     |     |     |     | 16  | 16  |     |     |     |     |     |     |     |     |      |      | 14     |
| 6                                          | Dominik Schraml     |      |      |     |     | 20  | 19  |     |     | DSQ | Ret |     |     |     |     |     |     |     |     |      |      | 10     |
| 7                                          | Kevin Fank          | 17   | Ret  |     |     |     |     |     |     |     |     |     |     |     |     |     |     |     |     |      |      | 6      |
| Pilotos invitados inelegibles para puntuar |                     |      |      |     |     |     |     |     |     |     |     |     |     |     |     |     |     |     |     |      |      |        |
|                                            | Julien Abelli       |      |      |     |     |     |     |     |     |     |     |     |     |     |     |     |     | 18  | 20  |      |      | 0      |
| Pos.                                       | Piloto              | HOC1 | HOC1 | LAU | LAU | OSC | OSC | BRH | BRH | NOR | NOR | NÜR | NÜR | ZAN | ZAN | CAT | CAT | LMS | LMS | HOC2 | HOC2 | Puntos |

| Color     | Resultado                                                               |
| --------- | ----------------------------------------------------------------------- |
| Oro       | Ganador                                                                 |
| Plata     | 2.ª plaza                                                               |
| Bronce    | 3.ª plaza                                                               |
| Verde     | Finalizó en los puntos                                                  |
| Azul      | Finalizó sin puntos                                                     |
| Azul      | NC - No clasificado                                                     |
| Violeta   | Ret - No terminó (Carrera)                                              |
| Rojo      | DNQ - No se clasificó                                                   |
| Negro     | DSQ - Descalificado                                                     |
| Blanco    | DNS - No empezó (carrera)                                               |
| Blanco    | WD - Retirado (fin de semana)                                           |
| Blanco    | C - Carrera cancelada                                                   |
| Sin color | DNP - Inscrito pero no participó                                        |
| Sin color | INJ - Lesionado                                                         |
| Sin color | EX - Excluido                                                           |
| Estado    | Resultado                                                               |
| Negrita   | Pole position                                                           |
| Cursiva   | Vuelta rápida                                                           |
| †         | Abandona, pero clasifica al completar el porcentaje requerido para ello |

- [1]

### Copa de Novatos
Los pilotos novatos solo son elegibles para el título de la Copa de Novatos si no han competido anteriormente en un campeonato nacional o internacional de Fórmula 3.
| Pos. | Piloto             | HOC1 | HOC1 | LAU | LAU | OSC | OSC | BRH | BRH | NOR | NOR | NÜR | NÜR | ZAN | ZAN | CAT | CAT | LMS | LMS | HOC2 | HOC2 | Puntos |
| ---- | ------------------ | ---- | ---- | --- | --- | --- | --- | --- | --- | --- | --- | --- | --- | --- | --- | --- | --- | --- | --- | ---- | ---- | ------ |
| 1    | Kamui Kobayashi    | 6    | 5    | 11  | 10  | 11  | 7   | 6   | 3   | 5   | 2   | 8   | 3   | 5   | Ret | 5   | Ret | DNS | 14  | Ret  | 9    | 119    |
| 2    | Jonathan Summerton | Ret  | 11   | 4   | 7   | 17  | Ret | 12  | 10  | 3   | 13  | 24  | 16  | 6   | 17  | Ret | Ret | 2   | 4   | 8    | 1    | 107    |
| 3    | Tim Sandtler       | 15   | 22   | 16  | 16  | 16  | 17  | Ret | 22  | 19  | 9   | 13  | 9   | 13  | 6   | 11  | 11  | 10  | 15  | 18   | 15   | 104    |
| 4    | João Urbano        | 11   | 9    | 10  | 13  | 12  | 9   | 19  | 24  | 8   | Ret |     |     |     |     |     |     |     |     |      |      | 53     |
| Pos. | Piloto             | HOC1 | HOC1 | LAU | LAU | OSC | OSC | BRH | BRH | NOR | NOR | NÜR | NÜR | ZAN | ZAN | CAT | CAT | LMS | LMS | HOC2 | HOC2 | Puntos |

| Color     | Resultado                                                               |
| --------- | ----------------------------------------------------------------------- |
| Oro       | Ganador                                                                 |
| Plata     | 2.ª plaza                                                               |
| Bronce    | 3.ª plaza                                                               |
| Verde     | Finalizó en los puntos                                                  |
| Azul      | Finalizó sin puntos                                                     |
| Azul      | NC - No clasificado                                                     |
| Violeta   | Ret - No terminó (Carrera)                                              |
| Rojo      | DNQ - No se clasificó                                                   |
| Negro     | DSQ - Descalificado                                                     |
| Blanco    | DNS - No empezó (carrera)                                               |
| Blanco    | WD - Retirado (fin de semana)                                           |
| Blanco    | C - Carrera cancelada                                                   |
| Sin color | DNP - Inscrito pero no participó                                        |
| Sin color | INJ - Lesionado                                                         |
| Sin color | EX - Excluido                                                           |
| Estado    | Resultado                                                               |
| Negrita   | Pole position                                                           |
| Cursiva   | Vuelta rápida                                                           |
| †         | Abandona, pero clasifica al completar el porcentaje requerido para ello |

- [1]

### Campeonato de Escuderías
| Pos. | Escudería                       | Puntos |
| ---- | ------------------------------- | ------ |
| 1    | ASM Formule 3                   | 197    |
| 2    | Manor Motorsport                | 147    |
| 3    | Signature-Plus                  | 91     |
| 4    | ASL Mücke Motorsport            | 69     |
| 5    | HBR Motorsport                  | 42     |
| 6    | Jo Zeller Racing                | 18     |
| 7    | Bas Leinders Junior Racing Team | 16     |
| 8    | Hitech Racing                   | 11     |
| 9    | Prema Powerteam                 | 7      |
| 10   | Fortec Motorsport               | 2      |

- [1]

### Copa de Naciones
| Pos. | Nación         | Puntos |
| ---- | -------------- | ------ |
| 1    | Japón          | 124    |
| 2    | Estados Unidos | 100    |
| 3    | Reino Unido    | 90     |
| 4    | Alemania       | 89     |
| 5    | Argentina      | 58     |
| 6    | Francia        | 53     |
| 7    | Países Bajos   | 38     |
| 8    | Suiza          | 32     |
| 9    | Mónaco         | 12     |
| 10   | Brasil         | 4      |
| 11   | Portugal       | 1      |
| 12   | Australia      | 1      |

- [1]